# Нечиста наука
„Нечиста наука“ (на английски: Weird Science) е американски научнофантастичен филм от 1985 г. със сценарист и режисьор Джон Хюз. Главните роли се изпълняват от Антъни Майкъл Хол, Илан Мичъл-Смит и Кели Ле Брок.

## Сюжет
Две момчета, които чрез компютъра си създават момиче със свръхестествени сили. Гари Уолъс учи в гимназия, не е с атлетичен вид и никак не е популярен сред момичетата. В петък вечер той и приятелят му Уайът нагъват пуканки и зяпат видео. Вдъхновени от знаменития класически филм „Франкенщайн“, те решават да проверят дали имат сили да създадат друго човешко същество, отговарящо напълно на техните вкусове. С помощта на своя компютър, захранен със снимки на най-красивите манекенки и използващ цялата мощност на домашната електрическа система, започва да се вихри нечиста наука! Сред оглушителен шум, гръмотевици, светкавици и тежка буря тя се появява. Лиза е красива, гореща, страстна - мечта за всеки истински мъж. Тя се материализира за Гари и Уайът за да оправи живота им. И сред доста забавни ситуации и чудесни песни, тя ги превръща от неудачници в герои.

## В ролите
| Изпълнител           | Роля          |
| -------------------- | ------------- |
| Антъни Майкъл Хол    | Гари Уолъс    |
| Илан Мичъл-Смит      | Уайът Донели  |
| Кели Ле Брок         | Лиза          |
| Бил Пакстън          | Чет Донели    |
| Робърт Дауни Джуниър | Иън           |
| Робърт Ръслър        | Макс          |
| Сюзан Снайдер        | Деб           |
| Джуди Арънсън        | Хили          |
| Върнън Уелс          | Лорд Дженерал |
| Уолъс Лангам         | Арт           |